# Lanester
Lanester (bret. Lannarstêr) – miejscowość i gmina we Francji, w regionie Bretania, w departamencie Morbihan.
Według danych na rok 1990 gminę zamieszkiwały 22 102 osoby, a gęstość zaludnienia wynosiła 1203 osoby/km² (wśród 1269 gmin Bretanii Lanester plasuje się na 9. miejscu pod względem liczby ludności, natomiast pod względem powierzchni na miejscu 545.).